# Institut Nacional d'Educació Física de Catalunya
L'Institut Nacional d'Educació Física de Catalunya (INEFC) és un centre d'ensenyament superior que té per missió formar llicenciats en educació física i esport i la investigació científica en aquest terreny.
L'INEFC és un organisme autònom adscrit al Departament de Presidència de la Generalitat de Catalunya que compta amb dos centres, l'INEFC Barcelona, situat a la muntanya de Montjuïc, i l'INEFC Lleida, les instal·lacions del qual es troben al Complex de la Caparrella.